# Jéssica Cavalheiro
Jessica de Bruin Cavalheiro (Belo Horizonte, 1 de agosto de 1991) é uma ex-nadadora olímpica brasileira.

## Trajetória esportiva
Aparentada remotamente com a velocista neerlandesa Inge de Bruijn, Jéssica participou do Mundial Júnior de Natação de 2008 em Monterey.
Venceu a final dos 200 metros livre feminino do Troféu Maria Lenk (campeonato brasileiro absoluto) em 2013, com o tempo de 2min03s00, obtendo índice para os Jogos Pan-Americanos de 2011.
Integrou a delegação nacional que disputou os Jogos Pan-Americanos de 2011 em Guadalajara, no México, onde obteve a medalha de prata no revezamento 4x200 metros livre; também foi à final dos 200 metros livre, terminando em sexto lugar.
No Campeonato Mundial de Esportes Aquáticos de 2013 em Barcelona, Jéssica terminou em décimo lugar no revezamento 4x200 metros livre, junto com Manuella Lyrio, Carolina Bilich e Larissa Oliveira.
Nos Jogos Sul-Americanos de 2014 conquistou a medalha de bronze nos 200 metros livre e a medalha de ouro no revezamento 4x200 metros livre.
No Campeonato Mundial de Natação em Piscina Curta de 2014 realizado em Doha, no Qatar, terminou em 18º lugar nos 400 metros livre e 23º nos 200 metros livre.
Nos Jogos Pan-Americanos de 2015 em Toronto, no Canadá, ela ganhou a medalha de prata no revezamento 4x200 metros livre, batendo o recorde sul-americano com o tempo de 7m56s36, junto com Larissa Oliveira, Manuella Lyrio e Joanna Maranhão.
No Campeonato Mundial de Esportes Aquáticos de 2015, terminou em décimo lugar nos 4x200 metros livre, classificando o revezamento para a Rio 2016 junto com Manuella Lyrio, Joanna Maranhão e Larissa Oliveira. 
Multi campeã brasileira na prova de 200 metros livre, sua especialidade, tem como melhor tempo 1m59s05, tempo que classificou a nadadora para os Jogos Olímpicos do Rio.
Nos Jogos Olímpicos de Verão de 2016 no Rio, Jéssica terminou em 11º nos 4x200 metros livre, batendo o recorde sul-americano com o tempo de 7m55s68 ao lado de Manuella Lyrio, Gabrielle Roncatto e Larissa Oliveira.